# Los destinos sentimentales
Los destinos sentimentales (en francés Les destinées sentimentales) es una película francesa de Olivier Assayas estrenada en el año 2000. Participó en el Festival de Cannes 2000.

## Sinopsis
Pauline y Jean se conocen en un baile en la comuna de Bazac, en el departamento de Charente, donde se enamoran. La muchacha tiene veinte años, y él es un pastor protestante, que ya ha contraído matrimonio y es padre. Su relación los enfrentará con el ambiente puritano que los rodea.

## Reparto
- Emmanuelle Béart - Pauline Pommerel
- Charles Berling - Jean Barnery
- Isabelle Huppert - Nathalie Barnery
- Olivier Perrier - Philippe Pommerel
- Dominique Reymond - Julie Desca
- André Marcon - Paul Desca
- Alexandra London - Louise Desca
- Julie Depardieu - Marcelle